# Grötingsbergets naturreservat
Grötingsbergets naturreservat är ett naturreservat i Bräcke kommun i Jämtlands län.
Området är naturskyddat sedan 2021 och är 111 hektar stort. Reservatet ligger på södra sluttningen av Grötingsberget vid norra stranden Grötingen och består av en vildbänna efter en gammal tallskog. 